# Divisions de Kenya

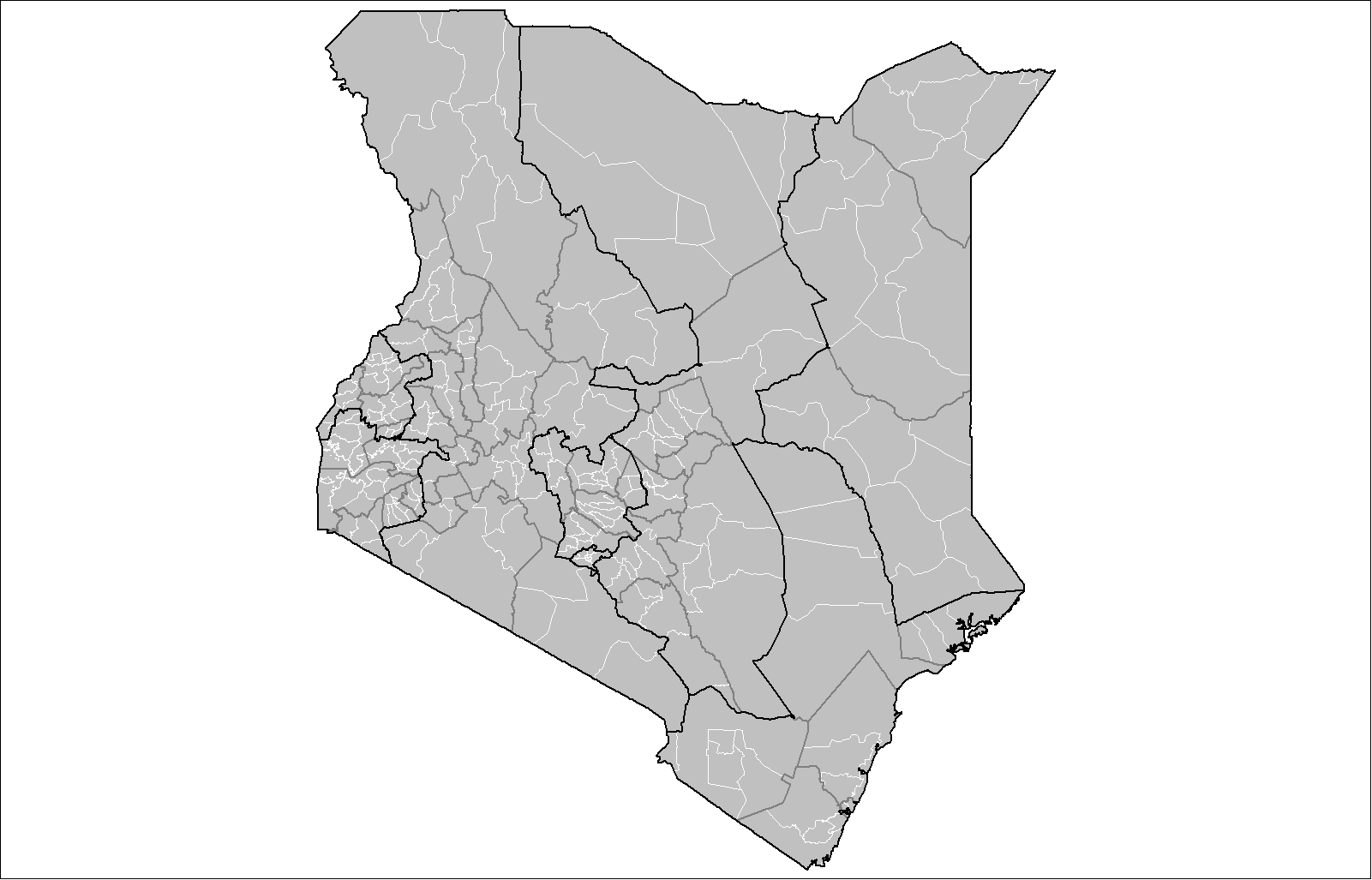
Mapa de les Divisions de Kenya

Els districtes de Kenya estan dividits en 262 divisions (tarafa). A continuació hi ha una llista de les divisions de Kenya, ordenades per districtes:
- Baringo District
  - Kabarnet
  - Kabartonjo
  - Marigat
  - Mochongoi
  - Mogotio
  - Nginyang
  - Ravine
  - Tenges
- Bomet District
  - Bomet
  - Chepalungu
  - Konoin
- Bondo District
- Bungoma District
  - Cheptaisi
  - Kanduyi
  - Kapsokwony
  - Kimilili
  - Mt.elgon Forest
  - Sirisia
  - Tongareni
  - Webuye
- Buret District
- Busia
  - Amagoro
  - Amukura
  - Budalangi
  - Butula
  - Funyula
  - Nambale
- Butere/Mumias District
- Embu District
- Garissa District
  - Bura
  - C_garissa
  - Dadaab
  - Hulugho
  - Jarajila
  - Liboi
  - Masalani
  - Mbalambala
  - Modogashe
- Gucha District
- Homa Bay District
  - Kendu Bay
  - Mbita
  - Ndhiwa
  - Oyugis
  - Rangwe
- Ijara District
- Isiolo District
  - Central Isiolo
  - Garba Tulla
  - Merti
  - Sericho

- Kajiado District
  - Central Kajiado
  - Loitokitok
  - Magadi
  - Ngong
- Kakamega District
  - Butere
  - Ikolomani
  - Khwisero
  - Lugari
  - Lurambi
  - Malava/kabras
  - Mumias
  - Shinyalu
- Keiyo District
- Kericho District
  - Belgut
  - Buret
  - Kipkelion
  - Londiani
- Kiambu District
  - Gatundu
  - Githunguri
  - Kiambaa
  - Kikuyu
  - Lari
  - Limuru
  - Thika
- Kilifi District
  - Bahari
  - Ganze
  - Kaloleni
  - Malindi
- Kirinyaga District
  - Gichugu
  - Mount Kenya
  - Mwea
  - Ndia
- Kisii Central
  - Bosongo
  - Irianyi
  - Kisii Municipality
  - Marani
  - Masaba
  - Nyamache
  - Ogembo
  - Suneka

- Kisumu District
  - Lower Nyakach
  - Maseno
  - Muhoroni
  - Nyando
  - Upper Nyakach
  - Winam
- Kitui District
  - Central Kitui
  - Kwa-vonza
  - Kyuso
  - Mutito
  - Mutomo
  - Mwingi
- Koibatek District
- Kuria District
- Kwale District
  - Kinango
  - Kubo
  - Matuga
  - Matuga
  - Msambweni
- Laikipia District
  - Cetral Laikipia
  - Mukogondo
  - Ng'arua
  - Rumuruti
- Lamu District
  - Amu
  - Faza
  - Kiunga
  - Mpeketoni
  - Witu
- Lugari District
- Machakos District
  - Central Machakos
  - Kangundo
  - Kathiani
  - Masinga
  - Mwala
  - Yatta
- Makueni District
  - Kibwezi
  - Kilome
  - Makueni
  - Mbooni
  - Tsavo West National Park
- Malindi District
- Mandera District
  - Banissa
  - Central Mandera
  - Elwak
  - Fino
  - Rhamu
  - Tabaka
- Maragua District
- Marakwet District
- Marsabit District
  - Central Marsabit
  - Laisamis
  - Loiyangalani
  - Moyale
  - North Horr
  - Sololo
- Mbeere District
- Meru Central District
  - Central Imenti
  - Igembe
  - Meru National Park
  - Mount Kenya Forest
  - North Imenti
  - Ntonyiri
  - South Imenti
  - Tigania
  - Timau
- Meru North District
- Meru South District
- Migori District
  - Kehancha
  - Migori
  - Nyatike
  - Rongo
- Mombasa District
  - Changamwe
  - Kisauni
  - Likoni
- Mount Elgon District
- Moyale District
- Murang'a District
  - Gatanga
  - Kandara
  - Kangema
  - Kigumo
  - Kiharu
  - Makuyu
- Mwingi District
- Nairobi District
  - Central Nairobi
  - Dagoretti
  - Embakasi
  - Kasarani
  - Kibera
  - Makadara
  - Parklands/westlands
  - Pumwani
- Nakuru District
  - Bahati
  - Gilgil
  - Mbogoini
  - Molo
  - Naivasha
  - Municipality_nakuru
  - Njoro
  - Olenguruone
  - Rongai
- Nandi District|Nandi
  - Aldai
  - Kapsabet
  - Kilibwoni
  - Mosop
  - Tindiret
- Narok District
  - Kilgoris
  - Lolgorian
  - Mau
  - Olokurto
  - Osupuko
- Nyamira District
  - Borabu
  - Ekerenyo
  - Magombo
  - Nyamira
- Nyandarua District
  - Kinangop
  - Kipipiri
  - Ndaragwa
  - Ol Joro Orok
  - Ol-kalou
- Nyando District
- Nyeri District
  - Aberdare Forest/National Park
  - Kieni East
  - Kieni West
  - Mathira
  - Mount Kenya Forest/National Park
  - Mukurweini
  - Nyeri Municipality
  - Othaya
  - Tetu
- Rachuonyo District
- Samburu District
  - Baragoi
  - Lorroki
  - Wamba
  - Waso
- Siaya District
  - Bondo
  - Boro
  - Rarieda
  - Ugunja
  - Ukwala
  - Yala
- Suba District
- Taita-Taveta District
  - Mwatate
  - Taveta
  - Tsavo East National Park
  - Tsavo West National Park
  - Voi
  - Wundanyi
- Tana River District
  - Bura
  - Galole
  - Garsen
  - Madogo
- Teso District
- Tharaka District
- Thika District
- Trans Mara District
- Trans Nzoia District
  - Cherangani
  - Kwanza
  - Saboti
- Turkana District
  - Central(kalokol)
  - Kakuma
  - Katilu
  - Kibish
  - Lake Turkana
  - Lokitaung
  - Lokori
  - Turkwel
- Uasin Gishu District
  - Ainabkoi
  - Kesses
  - Moiben
  - Soy
- Vihiga District
  - Emuhaya
  - Hamisi
  - Sabatia
  - Vihiga
- Wajir District
  - Buna
  - Bute
  - Central Wajir
  - Griftu
  - Habaswein
  - Wajir-bor
- West Pokot District
  - Alale
  - Chepareria
  - Kacheliba
  - Kapenguria
  - Sigor